# St-Suaire (Nizza)

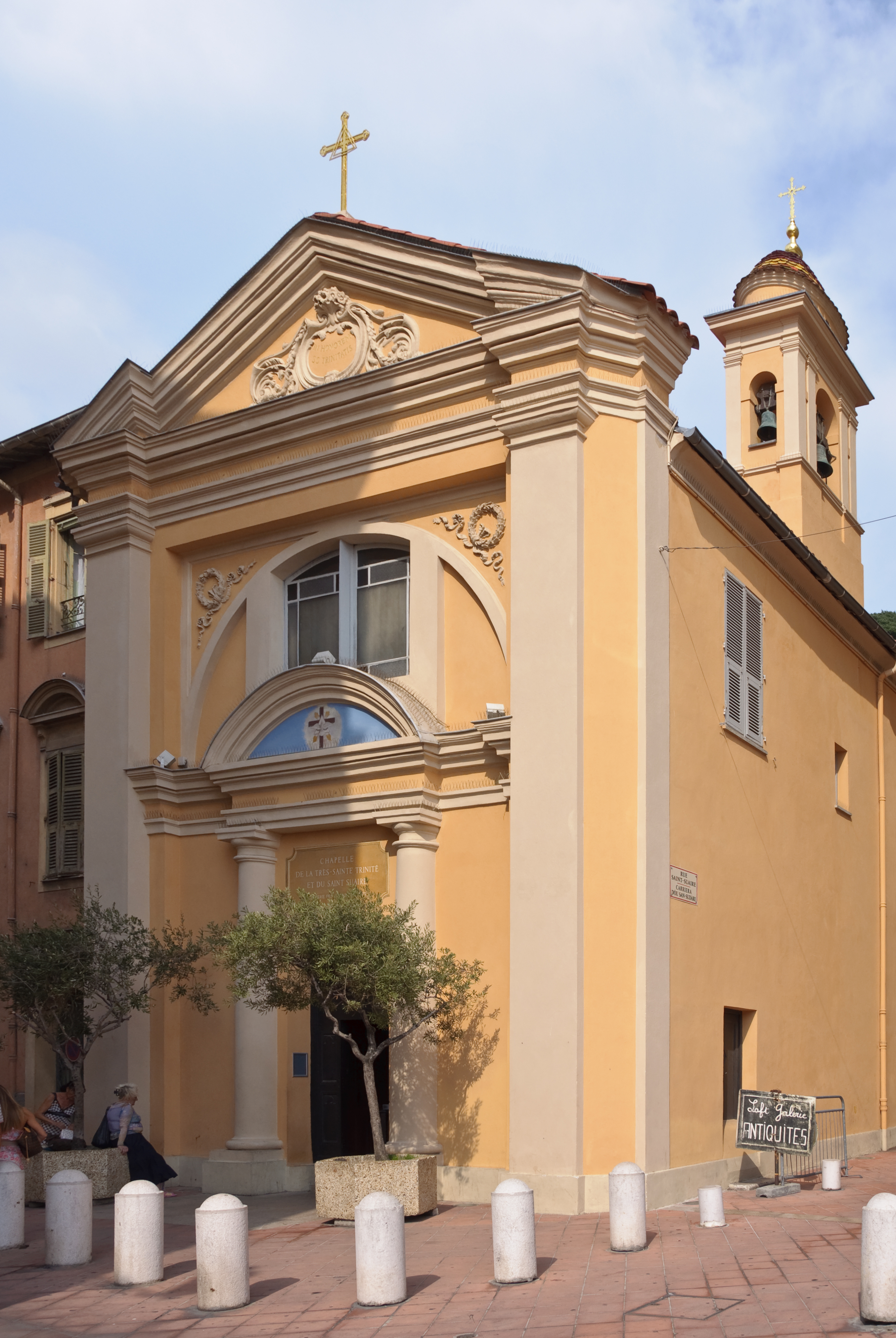
St-Suaire (Nizza)

Die Kapelle St. Suaire (auch: Chapelle des Pénitents rouges de la Très-Sainte-Trinité) ist eine römisch-katholische Kirche in der südfranzösischen Stadt Nizza.

## Lage und Patrozinium
Die Kirche steht im Altstadtkern von Nizza (Vieux Nice) nahe dem östlichen Ende des Cours Saleya in der Rue Jules Gilly Nr. 18. Sie ist zu Ehren des Saint Suaire (Heiliges Grabtuch) geweiht, das seit Jahrhunderten in Savoyen (Chambéry, dann Turin) verehrt wurde, wozu auch Nizza gehörte. Die Turiner Grabtuchkapelle war Vorbild. Die Kirche gehört zur Pfarrei Paroisse Saint Jean XXIII.

## Geschichte
Die Bruderschaft der Pénitents rouges de la Très-Sainte-Trinité („roten Büßer der Heiligsten Dreifaltigkeit“) ging in Nizza 1807 aus dem Zusammenschluss der Bruderschaften St-Esprit (Heiliger Geist) und St-Suaire (1620) hervor. 1824 gelang es ihr, die 1657 gebaute Kapelle St-Suaire zurückzugewinnen. Der Architekt und Maler Paolo Emilio Barberi (auch: Paul-Émile Barbéris) (1775–1847) unterzog die ursprünglich barocke Kapelle einer kompletten Restaurierung im klassizistischen Stil.

## Ausstattung
Prunkstück der Kapelle ist das Grabtuchgemälde von Gioan Gasparo Baldoino (1590–1669) von 1660. Es zeigt die Kreuzabnahme und die Einwickelung in das Leichentuch. Auf einem anderen Gemälde (von Barberi) übergeben die Engel das Grabtuch der heiligen Dreifaltigkeit (Vater, Sohn und Heiliger Geist). Ein weiterer Ausstattungsakzent kommt von der als Liegefigur (1928) und als Statue präsenten Therese von Lisieux, die am 28. November 1887 in der Nähe der Kapelle übernachtete und über ihren Ordensnamen (Theresia vom Kinde Jesus und vom Heiligen Antlitz) mit dem Grabtuch verbunden ist.